# 中幸一郎
中 幸一郎（なか こういちろう、1964年〈昭和39年〉3月12日 ）は、日本のドラマーである。

## 来歴
15歳でドラムを始め、1980年代、ジョニー大倉、伊丹哲也、山本翔、ウガンダ・トラ等のバックバンドに参加。1991年に元レベッカのギタリスト友森昭一、本田聡、西坂コーメイらとロックバンド「RittZ」を結成。1992年に東芝EMIよりメジャー・デビュー。3枚のアルバムをリリース。
1993年にDEMI SEMI QUAVERに加入。1997年、ニューヨークにて開催される「CMJ」 Music Marathon参加。1998年アメリカツアー、オースチンでの「SXSW」を含む4都市公演。1999年「SXSW」等4都市公演。三上博史主演ミュージカル ヘドウィグ・アンド・アングリーインチ（2004年、2005年）にメンバーらと出演。
1994年 パンクバンド「manifesto」で活動。メンバーは元「passengers」大野美樹 (Vo)、 元 「Jaco:neco」デビル (B)、元「FLESH」Delphine Ciampi (G)。
2005年、富樫春生とデュオ「The Boobie Brothers」結成。これから発展したバンド「六本木」で宮﨑あおい主演映画初恋のサウンドトラックをレコーディング。バンド活動の他、三上博史、布袋寅泰、CHARA、ACO、和田アキ子 など数多くのレコーディング、コンサートツアーに参加している。

## レコーディング参加
- ACO
- 相川七瀬
- 石井竜也
- 阿部義晴
- 杏子
- 清春
- 小泉今日子
- 窪田晴男
- COIL
- 笹野みちる
- Salyu
- スネオヘアー
- 高橋克典
- D.I.E.
- CHARA
- 永井真理子
- hitomi
- PATA
- 布袋寅泰
- My Little Lover
- 三上博史
- 森雪之丞
- 和田アキ子

他多数

## その他レコーディング
- Char Tribute Album / Psycho-Delicious （ポニーキャニオン PCCA-01112 1997年）
- TOKYO POETS VOLUME 1 （東芝EMI TOCT-10151）
- A TRIBUTE TO MARC BOLAN & T.REX （テイチク TECW30613）
- ROXY MUSIC / BRYAN FERRY tribute album  "LOVE IS THE DRUG"（BMGジャパン BVCR-792）
- YO!GO'S- THE INDES MASTER VOL.1（オムニバス 1996年 PONY CANYON PCCA-00839）ギター
- YO!GO'S- SUPERNOVA VOL.1（オムニバス 1999年 東芝EMI TOCT 24036）ギター
- bom' boco- ラップたらちね（1999年 Robin disc ESCB 1986）ギター
- GREENHORN- Girls Struck by Lightnin'（2001年）プロデュース
- GREENHORN- Sleepless Hoboken（2002年）プロデュース
- 金星ダイヤモンド- ヴィーナス★ダイヤモンド（2006年 Musicmine FICA-2005）チェロ
- 平岡恵子- 25 （2009年 Blue Finger Records BFRR-1001）ドラムス、チェロ

サウンドトラック
- SF サムライ・フィクション　東芝EMI TOCT-10200（1997年）
- ROCKERS コロムビアミュージック COCP-50741 （2003年）
- HEDWIG AND THE ANGRY INCH original japanese cast live album PARCO PTCD-09 （2005年）
- 初恋 Epic Records ESCL-2834 （2006年）他

## コンサート参加
- 三上博史
- 布袋寅泰
- CHARA
- ACO
- 森山直太朗
- DA PUMP
- hitomi
- 和田アキ子
- 遊佐未森
- 杏子
- Fayray
- PATA
- ジョニー大倉
- 石井竜也
- COIL
- 桃乃未琴
- 林田健司
- ROLLY

他多数

## その他
DVD ビデオ
- 布袋寅泰
  - 『サイバーシティーは眠らない』東芝EMI TOVF-1240（1996年）
  - 『SPACE COWBOY SHOW』東芝EMI TOVF-1264（1997年）
  - 『SPACE COWBOY SHOW ENCORE』東芝EMI BVC-1010（1997年・非売品）
- CHARA『1997.11.1 CHARA 』Epic/Sony Records ESVU 488（1998年）
- hitomi
  - 『LIVE TOUR 2002 huma-rhythm』avex trax AVBD-91107（2002年）
  - 『10TH ANNIVERSARY LIVE THANK YOU』avex trax AVBD-91289（2005年）
- DA PUMP『TOUR 2003 REBORN』avex tune AVBT-91026/7（2002年）
- 島谷ひとみ『Premium Live 2005』avex trax AVBD-91374（2005年）
- 三上ちさこ『Here 05』UNIVERSAL MUSIC POBE-3507（2005年）
- 藤井フミヤ『COUNTDOWN PARTY 2005-2006』DEMI SEMI QUAVERで出演（2006年）
- 『Augusta Camp Best Collection 1999-2008 』BMG JAPAN AUBK-1014/6（2008年）他

舞台
- ヘドウィグ・アンド・アングリーインチ PARCO劇場（2004年、2005年）
- シダの群れ3 港の女歌手編 北九州公演（2013年）